# Can't Deny My Love
Can't Deny My Love is een nummer van de Amerikaanse singer-songwriter Brandon Flowers uit 2015, bekend als frontman van The Killers. Het is de eerste single van zijn tweede soloalbum The Desired Effect.
Flowers zei over het nummer: "'Can't Deny My Love' was zo'n magisch nummer dat zichzelf schrijft. De tekst was razendsnel klaar. Er zat meteen iets authentieks in. Dat was cool. Het was helemaal niet gekunsteld".. De plaat bereikte de Amerikaanse Billboard Hot 100 niet, maar haalde wel een 30e positie in de Rock Songs-lijst van Billboard. In Nederland werden, ondanks airplay op NPO 3FM, geen hitlijsten gehaald, terwijl het nummer in Vlaanderen de 27e positie in de tipparade haalde.

## Tracklijst
- Muziekdownload

1. "Can't Deny My Love" - 3:42